# صموئيل دبليو. كوستر
صموئيل دبليو. كوستر (بالإنجليزية: Samuel W. Koster)‏ هو عسكري أمريكي، ولد في 29 ديسمبر 1919 في ويست ليبرتي في الولايات المتحدة، وتوفي في 23 يناير 2006 في أنابولس في الولايات المتحدة بسبب سرطان الكلية.